# Кана де Шизи, Эдит
Эдит Кана де Шизи (фр.  Édith Canat de Chizy, 26 марта 1950, Лион) — французский композитор, первая женщина-композитор, ставшая членом Института Франции (2005).

## Биография
Изучала историю искусств, археологию и философию в Сорбонне, закончила Парижскую консерваторию, где её педагогами были Иво Малек, Морис Оана, Ги Ребель. Была приглашенным композитором на Международном музыкальном фестивале в Безансоне (2009—2010). С сентября 2010 — приглашенный композитор Лионского национального оркестра.

## Избранные сочинения
- Струнный секстет (1982)
- Тлалок для перкуссии соло (1984)
- Часослов для женского хора и инструментального ансамбля (1984)
- Saxy для саксофона (1985)
- Yell для оркестра (1985)
- Black Light для гобоя, альта, контрабаса и фортепиано (1986)
- Kyoran для инструментального ансамбля (1987)
- De Noche для оркестра (1991)
- Hallel для струнного трио (1991)
- Canciones для 12 мужских и женских голосов (1992)
- Siloël для 12 струнных (1992)
- Гробница Жиля де Рэ, оратория (1993)
- Exultet, концерт для скрипки (1995)
- Messe de l’Ascension для вокального ансамбля и литургического хора (1996)
- Moïra, концерт для виолончели (1998)
- Danse de l’aube для контрабаса соло (1998)
- Irisation для скрипки (1999)
- Изгнание для 6 голосов и 6 виолончелей, на стихи Цветаевой (2000)
- Ода Пёрселлу для 8 голосов, 2 блокфлейт, виолончели и клавесина, на стихи Драйдена (2001)
- To gather paradise для смешанного хора, на стихи Эмили Дикинсон (2001)
- Formes du vent для виолончели (2003)
- Alive , струнный квартет № 2 (2003)
- La sorcière de Jasmin, оратория для смешанного хора и инструментального ансамбля (2004)
- Les Rayons du jour, концерт для альта, памяти Никола де Сталя (2004)
- En bleu et or для альта и фортепиано, по картине Уистлера Ноктюрн в синем и золотом (2005)
- Vagues se brisant contre le vent для флейты и ансамбля инструментов (2006)
- Omen для оркестра (2006)
- Burning для кларнета, фортепиано, скрипки и виолончели, по стихотворению У. Б. Йейтса (2007)
- Vuelvete для семи мужских и женских голосов a capella, на стихи Сан-Хуана де ла Круса (2007)
- Heaven на стихи Эмили Дикинсон (2007)
- A Song of Joys для смешанного хора и оркестра, на стихи Уитмена (2008)
- Prière de Christophe Colomb для 4 мужских голосов, чтеца и фортепиано, на стихи Уитмена(2008)
- En mille éclats для скрипки соло (2009)
- Times для оркестра (2009)
- Le vol blanc для двух скрипок и электроакустики (2010)

## Избранная дискография
- Times (L'œuvre pour orchestre)
  - Times (2009) — BBC Symphony Orchestra, dir. Kazuki Yamada
  - La Ligne d’ombre (2004) — Orchestre de Besançon Montbéliard Franche-Comté, dir. Peter Csaba
  - Yell (1989) — Nouvel Orchestre Philharmonique, dir. Michiyoshi Inouë
  - Alio (2002) — Orchestre Poitou-Charentes, dir. Peter Csaba
  - Omen (2006) — Orchestre National de France, dir. Alain Altinoglu

CD AEON ref AECD 1105
- French Choral Music 3

Canat de Chizy / Ohana

Nederlands Kamerkoor
dir. Roland Hayrabedian
- - Edith Canat de Chizy : Canciones, To Gather Paradise, Dios
  - Maurice Ohana : Swan Song, Tombeau de Louize Labé

CD Globe — Réf. GLO 5229
- Livre d’Heures / Messe Brève de l’Ascension / Véga

Choeur Britten / Les Temps Modernes
direction: Nicole Corti
Loïc Mallié, orgue Saint-Pothin de Lyon

CD Hortus — Réf. Hortus 051
- Les rayons du jour
  - Alive (quatuor à cordes n° 2)
  - Wild (pour alto et violoncelle)
  - Formes du vent (pour violoncelle seul)
  - Falaises (Quintette à cordes)
  - Les rayons du jour (concerto pour alto et orchestre)

Quatuor Ebène ; Emmanuelle Bertrand (violoncelle) ; Ana-Bela Chaves (alto) ; Orchestre de Paris, dir. Christoph Eschenbach

CD Disques du Solstice — Réf. : SOCD 234
- Irisations — Tiempo — Moving — Hallel — Vivere — Danse de l’aube

Diego Tosi (violon), Marc Siffert (contrebasse), Trio à cordes de Paris, Quatuor Parisii

CD AEON ref AECD 0210
- Exultet — Siloël — Moïra

Laurent Korcia (violon), Sonia Wieder-Atherton (violoncelle)
Philharmonie de Lorraine, Direction Pascal Rophé

CD TIMPANI ref 1C1048
- Tombeau de Gilles de Rais

Lionel Peintre (baryton), Feodor Atkine et Jean Boissery (récitants), Camillo Angarita (l’enfant), Brigitte Peyre (soprano), Mireille Quercia (alto), Patrice Balter (basse), Richard Taylor (basse), Maîtrise de Paris, Ensemble Musicatreize, Philharmonie de Lorraine, direction Roland Hayrabedian

CD VERANY ref PV795091
- Yell — Hallel — Canciones — De Noche

Orchestre Philharmonique de Radio France, direction Michiyoshi Inouë, Trio à cordes de Paris, Ensemble Musicatreize

CD REM ref REM 311246
Grand Prix de l’Académie du Disque 1994
Choc du Monde de la Musique

## Признание
Премия Джордже Энеску (1990). Орден Искусств и литературы (1994). Член Академии изящных искусств Франции (2005).